# Comuna Mala Kujelivka, Dunaiivți
Mala Kujelivka (în ucraineană Мала Кужелівка) este o comună în raionul Dunaiivți, regiunea Hmelnîțkîi, Ucraina, formată din satele Iarova Slobidka, Mala Kujelivka (reședința), Ruda-Hirciîcineanska și Sîneakivți.

## Demografie
Componența lingvistică a comunei Mala Kujelivka
     Ucraineană (99,06%)
     Alte limbi (0,84%)
Conform recensământului din 2001, majoritatea populației comunei Mala Kujelivka era vorbitoare de ucraineană (99,06%), existând în minoritate și vorbitori de alte limbi.